# Osnovna šola Jelšane
Osnovna šola Jelšane se nahaja v majhni vasi po imenu Jelšane. 
Šola ima pet učilnic in večnamenski prostor. V povezavi s šolo je tudi vrtec. Učenci se vozijo iz sosednjih vasi v šolo s kombijem. Prihajajo iz Velikega Brda, Dolenj, Jelšan, Novokračin, Sušaka in Nove vasi. V šoli je tudi knjižnica, ki šteje 4000 knjig.